# Годерн
Годерн (нем. Godern) — коммуна в Германии, в земле Мекленбург-Передняя Померания.
Входит в состав района Пархим. Подчиняется управлению Остуфер Шверинер Зее.  Население составляет 328 человек (на 31 декабря 2010 года). Занимает площадь 4,59 км². Официальный код  —  13 0 60 024.
Коммуна подразделяется на 2 сельских округа.